# Багаев, Сергей Николаевич
Серге́й Никола́евич Бага́ев (9 сентября 1941, Новосибирск — 15 августа 2024) — советский и российский физик. Академик РАН (с 1994 года). Директор Института лазерной физики СО РАН (1992—2016), член Президиума РАН, член Президиума СО РАН.
Главными направлениями научной деятельности являются квантовая электроника и лазерная спектроскопия. Имеет около 1000 цитирований своих работ, опубликованных с 1986 года. Индекс Хирша — 16.

## Биография
Сергей Николаевич Багаев родился 9 сентября 1941 года в Новосибирске. В 1964 году окончил Новосибирский государственный университет. Работал в Институте радиофизики и электроники СО АН СССР (ИРЭ СО АН СССР), где принимал участие в исследованиях в области лазерной физики и создании первых лазеров. В 1975 году защитил кандидатскую диссертацию, в 1984 году — докторскую.
15 декабря 1990 года С. Н. Багаев был избран членом-корреспондентом АН СССР (с 1991 года — Российская академия наук, РАН) по Отделению общей физики и астрономии (экспериментальная физика). 31 марта 1994 года С. Н. Багаева избрали действительным членом РАН по Отделению общей физики и астрономии (физика).
С. Н. Багаевым совместно с В. П. Чеботаевым в 1991 году создан Институт лазерной физики СО РАН, директором которого Багаев являлся с 1992 года по 2016 год. Являлся научным руководителем института.
Умер 15 августа 2024 года в возрасте 82 лет.

## Научные достижения
В период работы в ИРЭ СО АН СССР С. Н. Багаевым обнаружены новые особенности поглощения лазерного излучения газами при низких давлениях, что позволило наблюдать узкие спектральные линии на переходах между доплеровско-уширенными уровнями. Это привело к увеличению разрешающей способности спектроскопических методов в определённых диапазонах.
С. Н. Багаевым разработаны физические принципы работы фемтосекундных оптических часов, позволивших увеличить точность измерения временных интервалов в лазерных экспериментах. Точность измерения такими часами может достигать 10−18 с. Также создан сверхстабильный стандарт частоты на основе {\displaystyle Ne-He/CH_{4}}. Стабильность частоты элемента составляет 10−15, что позволило с рекордной точностью измерить постоянную Ридберга.

## Педагогическая деятельность
Заведовал кафедрами в Новосибирском государственном университете, Новосибирском государственном техническом университете, Московском физико-техническом институте.

## Общественная деятельность
- Член Президиума РАН
- Член Президиума СО РАН
- Член бюро Отделения физических наук РАН
- Член Президиума Новосибирского научного центра РАН
- Председатель Научного совета по оптике и лазерной физике
- Председатель Российского национального комитета Международной комиссии по оптике
- Председатель Научного совета РАН по метрологическому обеспечению и стандартизации
- Председатель Совета РАН по координации научно-методической деятельности Российской академии наук и Общества «Знание» России
- Заместитель председателя Научного совета РАН по научному приборостроению
- Член бюро Научного совета РАН по проблеме «Координатно-временное и навигационное обеспечение»
- Вице-президент Объединённого физического общества Российской Федерации
- Член Исполкома Европейского физического общества
- Член Комиссии по атомной, молекулярной и оптической физике Международного союза по чистой и прикладной физике
- Член редколлегий ряда научных журналов («Квантовая электроника», «Laser Physics», «Applied Physics B: Lasers and Optics», «Optical Review», «Opto-Electronics Letters»)
- С 2016 года член Комиссии по золотым медалям и премиям имени выдающихся учёных, присуждаемым Российской академией наук[4]

## Награды
- Лауреат Государственной премии Российской Федерации в области науки и техники 1998 года
- Кавалер ордена Дружбы (4 июня 1999) — за большой вклад в развитие отечественной науки, подготовку высококвалифицированных кадров и в связи с 275-летием Российской академии наук[5]
- Кавалер ордена Почётного легиона (вручён 6 декабря 2004 года послом Франции в России за выдающийся вклад в научное сотрудничество между Россией и Францией, участие в создании Европейского научного объединения, включающего 6 российских и 6 европейских ведущих лабораторий в области лазерных наук, организацию Лазерного симпозиума, расширяя сотрудничество в области фундаментальной науки, образования и инноваций)
- Кавалер ордена «За заслуги перед Отечеством» III степени (25 апреля 2012) — за значительный вклад в развитие науки в области лазерной физики и многолетнюю плодотворную деятельность[6]
- Кавалер ордена «За заслуги перед Отечеством» IV степени (2 сентября 2006) — за большой вклад в развитие отечественной науки и многолетнюю плодотворную деятельность[7]
- Кавалер ордена Александра Невского (5 февраля 2024) — за большой вклад в развитие отечественной науки, многолетнюю плодотворную деятельность и в связи с 300-летием со дня основания Российской академии наук[8]
- Награждён Золотой медалью РАН имени П. Н. Лебедева (2006) — за цикл работ «Высокопрецизионная лазерная спектроскопия и фемтосекундные оптические часы»[2]
- Премия имени академика В.А. Коптюга (СО РАН, 8 июня 2017) — за работу «Исследование фундаментальных особенностей лазерной генерации трехвалентных ионов европия в анизотронных кристаллических матрицах двойных молибдатов и вольфраматов»
- Лауреат национальной премии бизнес-репутации «Дарин» Российской Академии бизнеса и предпринимательства в 2002 г.